# Євлогія
Євлогія (грец. εὐλοΥία — благословення) — релігійний термін. 1) Розумність в словах і діях. 2) Євхаристія.
У християнській традиції — благословення хліба, води, єлею, а в деяких випадках — посудин, їх містять, або інших святинь (невеликих ікон та ін.), які роздають в пам'ять про відвідини або вчиненні паломництва.
У християнському лексиконі II—IV ст. термін εὐλοΥία зустрічається як позначення Євхаристії.